# Сен-Виктор (Алье)
Сен-Викто́р (фр. Saint-Victor) — коммуна во Франции, находится в регионе Овернь. Департамент коммуны — Алье. Входит в состав кантона Северо-восточный Монлюсон. Округ коммуны — Монлюсон.
Код INSEE коммуны — 03262.

## Население
Население коммуны на 2008 год составляло 2014 человек.
| 1962 | 1968 | 1975 | 1982 | 1990 | 1999 | 2008 |
| ---- | ---- | ---- | ---- | ---- | ---- | ---- |
| 1057 | 1071 | 1047 | 1332 | 1752 | 1957 | 2014 |

## Экономика
В 2007 году среди 1416 человек в трудоспособном возрасте (15—64 лет) 1024 были экономически активными, 392 — неактивными (показатель активности — 72,3 %, в 1999 году было 73,0 %). Из 1024 активных работали 949 человек (496 мужчин и 453 женщины), безработных было 75 (27 мужчин и 48 женщин). Среди 392 неактивных 109 человек были учащимися или студентами, 187 — пенсионерами, 96 были неактивными по другим причинам.

## Достопримечательности
- Замок Пасса
- Церковь Сен-Виктор XIII века, полностью восстановлена
- Замок Тизон